# Marty Riessen
Marty Riessen (* 4. prosince 1941, Hinsdale) je bývalý americký tenista. Největších úspěchů dosáhl ve čtyřhře. V mixu dokonce dosáhl kariérního grand slamu, když čtyřikrát vyhrál US Open (1969, 1970, 1972, 1980) a k tomu jednou Australian Open (1969), French Open (1969) a Wimbledon (1975). Všechny tituly získal s Australankou Margaret Courtovou s výjimkou posledního v Melbourne, k němuž mu dopomohla jiná australská tenistka, Wendy Turnbullová. Dvou grandslamových vítězství dosáhl i ve čtyřhře mužské, když s Arthurem Ashem vyhrál Roland Garros v roce 1971 a s Nizozemcem Tomem Okkerem US Open roku 1976. Na Australian Open hrál v mužském deblu finále (1971), stejně jako ve Wimbledonu (1969). Ve dvouhře bylo jeho grandslamovým maximem čtvrtfinále, došel do něj v Melbourne, Londýně i New Yorku. Jeho bilance v Davisově poháru byla 7 výher a 3 prohry. Byl znám svým sportovním duchem, nezřídka opravil výrok rozhodčích ve svůj neprospěch.